# Dolgaets
Dolgaets (en macédonien Долгаец) est un village du centre de la Macédoine du Nord, situé dans la municipalité de Dolneni. Le village comptait 70 habitants en 2002.

## Démographie
Lors du recensement de 2002, le village comptait :
- Macédoniens : 70